# Rue Maurice-Barrès
La rue Maurice-Barrès est une voie de la commune française de Nancy, dans le département de Meurthe-et-Moselle, en région Lorraine.

## Situation et accès
La rue Maurice-Barrès est comprise au sein de la Ville-neuve, et appartient administrativement au quartier Charles III - Centre Ville.
L'extrémité méridionale de la rue Maurice-Barrès est desservie par la ligne 1 du tramway du réseau STAN, via la station « Cathédrale ».

## Origine du nom
Elle porte le nom de Maurice Barrès, écrivain lorrain.

## Historique
Le 5 décembre 1924, l'Association des écrivains lorrains adresse une lettre au conseil municipal de Nancy pour approuver sa résolution donnant le nom de Maurice Barrès à une rue de la ville, mais regrette l'emplacement choisi.
Le 15 décembre 1926, une délégation de l'Association des écrivains lorrains rencontre le maire de Nancy, Émile Devit, pour renouveler sa demande de donner le nom de Maurice Barrès à une rue de la ville.
Le 14 juillet 1999, sa partie nord, vers la place Stanislas, est dénommée rue Préfet-Claude-Érignac.